# Hubbi Hatun
Hubbi Hatun, död 1590, var en osmansk hovfunktionär, hos sultan Murad III. Hon är främst känd som diktare. 
Hon beskrivs som en av sultanens gunstlingar tillsammans med Canfeda Hatun och Raziye Hatun, och som en av rikets mäktigaste kvinnor vid sidan av sultanens mor Nurbanu sultan och syster Ismihan Sultan. 